# Спиртас, Кевин
Кевин Блэр Спиртас (англ. Kevin Blair Spirtas; род. 29 июля 1963 года) — американский актёр театра, кино и телевидения. Наибольшую известность получил за исполнение роли доктора Крэйга Уэсли в дневной мыльной опере «Дни нашей жизни». Также прославился, сыграв главную мужскую роль в фильме ужасов «Пятница, 13-е: Новая кровь».

## Карьера
Спиртас начал свою карьеру с ролей на Бродвее, включая знаменитую роль Хью Джекмана, «Мальчик из страны Оз», а затем начал исполнять каскадёрские трюки. Он начал использовать имя Кевин Спиртас в 1995 года, а до этого во всех его картинах указано имя Кевин Блэр. Снялся во многих фильмах ужасов: «У холмов есть глаза 2», «Подвиды 2: Камень крови», «Подвиды 3: Жажда крови», а также многочисленных телесериалах. Последняя его заметная роль — Джона Чемберлейн в мыльной опере канала ABC, «Одна жизнь, чтобы жить», в которой он снимается с 2008 года.

## Личная жизнь
Спиртас родился в городе Сент-Луис, штат Миссури, сын Сандры — местного политика, и Арнольда Спиртаса, управляющего компанией по сносу зданий. Его родители — иудеи, сам актёр — открытый гей.

## Фильмография
| Год       |     | Русское название              | Оригинальное название                     | Роль                                            |
| --------- | --- | ----------------------------- | ----------------------------------------- | ----------------------------------------------- |
| 2009      | ф   | Ферма Альбино                 | Albino Farm                               | Священник                                       |
| 2009      | док | Его звали Джейсон             | His Name Was Jason                        | играет себя (документальный)                    |
| 2009      | с   | Дни нашей жизни               | Days Of Our Lives                         | Доктор Крэйг Уэсли                              |
| 2008      | с   | Одна жизнь, чтобы жить        | One Life To Live                          | Джона Чемберлейн                                |
| 2005      | с   | Дни нашей жизни               | Days Of Our Lives                         | Доктор Крэйг Уэсли                              |
| 2005      | ф   | Школа ужасов                  | Horror High                               | Лейтенант Хэллстром                             |
| 2003      | ф   | Сорвиголова                   | Daredevil                                 | Следователь в суде (только режиссёрская версия) |
| 2001      | ф   | Помощник Господа              | God’s Helper                              | Дуайт (короткометражка)                         |
| 2001      | ф   | Любовь зла                    | Love Bytes                                | Иисус                                           |
| 2000      | ф   | V.I.P. — Девушки с характером | V.I.P.                                    | Мистер Грум                                     |
| 2000      | с   | Друзья                        | Friends                                   | Доктор Уэсли                                    |
| 1998      | ф   | В объятиях Тьмы               | Embrace The Darkness                      | Гален                                           |
| 1998      | ф   | Способный ученик              | Apt Pupil                                 | Парамедик                                       |
| 1997      | ф   | Близнецы                      | Striking Resemblance                      | Майкл / Митчелл                                 |
| 1997      | ф   | Преодолевая гравитацию        | Defying Gravity                           | Бармен                                          |
| 1997      | с   | Молодые и дерзкие             | The Young & The Restless                  | Лэс                                             |
| 1997—2003 | с   | Дни нашей жизни               | Days Of Our Lives                         | Доктор Крэйг Уэсли                              |
| 1997      | ф   | Уволенная                     | Fired Up                                  | Джон                                            |
| 1997      | ф   | Идеальная пара                | A Match Made In Heaven                    | Брюс                                            |
| 1997      | с   | Женаты… с детьми              | Married… With Children                    | Инструктор                                      |
| 1997      | ф   | Зелёная клетчатая рубашка     | Green Plaid Shirt                         | Парень                                          |
| 1996      | с   | Жара в Лос-Анджелесе          | L.A. Heat                                 | Агент Райан Дэвис                               |
| 1996      | ф   | В уголках моей памяти         | Memory Denied It                          | Майкл (короткометражка)                         |
| 1996      | ф   | Кто убил Бадди Блу?           | Who Killed Buddy Blue?                    | Брэд Цезарь                                     |
| 1995      | ф   | Разгневанные ангелы           | Raging Angels                             | Зилот                                           |
| 1995      | ф   | Шёлковые сети                 | Silk Stalkings                            | Стивен Кинкейд                                  |
| 1994      | ф   | Долина кукол                  | Valley Of The Dolls                       | Тим Бёрк                                        |
| 1994      | ф   | Подвиды 3: Жажда крови        | Bloodlust: Subspecies III                 | Мэл                                             |
| 1992      | ф   | Подвиды 2: Камень крови       | Bloodstone: Subspecies II                 | Мэл                                             |
| 1989      | с   | Квантовый скачок              | Quantum Leap                              | Боб Томпсон                                     |
| 1988      | ф   | Пятница, 13-е: Новая кровь    | Friday, The 13th. Part VII: The New Blood | Ник                                             |
| 1987      | ф   | Традиции                      | Rituals                                   | Том Галлахер                                    |
| 1986      | ф   | Факты из жизни                | The Facts Of Life                         | Даг                                             |
| 1985      | ф   | У холмов есть глаза 2         | The Hills Have Eyes, Part II              | Рой                                             |

## Дискография
- 2006: «Nights & Days» (Видео-альбом CD/DVD)[5]

1. Night And Day
2. Old Devil Moon
3. I’ve Never Been In Love Before
4. Bijou Picture Show Medley (New York, New York/I’ve Got Rhythm/ Singing In The Rain/They Can’t Take That Away From Me/Blue Skies/Cheek To Cheek/ There Is Nothing Like A Dame/Oklahoma/ The Rain In Spain)
5. Somewhere
6. I Can Do That
7. Sometimes A Day Goes By
8. Mega-Musical Medley (The Phantom Of The Opera/Music Of The Night/Sunset Boulevard/Sun And Moon/This Is The Moment)
9. Les Days (Of Our Lives)
10. All I Care About Is Love
11. The Hills Have Eyes Part Ii
12. If Ever I Would Leave You
13. My Fortune Is My Face
14. Jailhouse Rock
15. With Every Breath I Take
16. The Boy From Oz Medley (Everything Old Is New Again/Love Don’t Need A Reason/Not The Boy Next Door/Once Before I Go/I Go To Rio)

- «The Sweetest Of Nights & The Finest of Days» (сингл)